# Peter Steiner (Posaunist)
Peter Steiner (* 1992 in Bozen, Italien) ist ein international tätiger Posaunist, der vorwiegend als Solist auftritt. Steiner spielt ausschließlich auf Posaunen des Musikinstrumentenbauers Bach.

## Ausbildung
Bereits im Alter von sechs Jahren startete Peter Steiner seine musikalische Karriere an der örtlichen Musikschule in Bozen und nur vier Jahre später gewann er schon erste Preise am österreichischen Musikwettbewerb Prima la musica. Im Jahr 2009 schloss er mit 17 Jahren das Musikkonservatorium Claudio Monteverdi in seiner Heimat Bozen im Fach Posaune mit Höchstnote ab und ließ sich anschließend an der Universität Mozarteum in Salzburg weiter ausbilden. Danach zog es ihn 2012 nach New York City, wo er an der Juilliard School unter Joseph Alessi seine musikalische Ausbildung komplettierte. Nebst Joseph Alessi, der den größten Einfluss auf Steiner hatte, prägten auch Dany Bonvin, Warren Deck und Nitzan Haroz sein Spiel.

## Arbeit
Bereits während seiner Zeit an der Juilliard School konnte Steiner die Saison 2014/15 beim Colorado Symphony Orchestra spielen und erste Erfahrungen als Solist sammeln. Nur ein Jahr später in der Saison 2016/17 zog ihn die Arbeit nach Wien, wo er als Posaunist für die Wiener Staatsoper und die Wiener Philharmoniker arbeitete. Zudem hat er als Gastposaunist bei den Münchner Philharmonikern, der Staatskapelle Dresden, dem New York Philharmonic Orchestra, dem BBC Scottish Symphony Orchestra, dem Dallas Symphony Orchestra und dem Seattle Symphony Orchestra musiziert.
Während seiner Zeit bei der Wiener Staatsoper und den Wiener Philharmonikern lernte er auch Constanze Hochwartner kennen. Sie ist eine ausgebildete Organistin und Pianistin. Steiner und Hochwartner gründeten 2017 das Duo Steiner-Hochwartner. Seither tritt das Duo immer wieder weltweit auf.
2017 hat sich Steiner erstmals mehr auf das solistische Musizieren konzentriert und brachte gemeinsam mit der Pianistin Hsiao-Ling Lin und dem Cellisten Silver Ainomäe sein Debüt-Album United heraus. 2018 und 2021 folgten drei weitere Alben gemeinsam mit der Pianistin Constanze Hochwartner.

## Auszeichnungen
Peter Steiner gewann 2019 beim XVI. Internationalen Tschaikowski-Wettbewerb den sechsten Platz. Zudem erhielt er 2015 den zweiten Rang beim internationalen Wettbewerb SliderAsia. 2014 ging er gleich bei drei Wettbewerben der International Trombone Association als Preisträger hervor.

## Diskographie
- Peter Steiner, Hsiao-Ling Lin, Silver Ainomäe: UNITED (Hello Stage, 2017)
- Peter Steiner, Constanze Hochwartner: Sapphire (Berlin Classics, 2019)
- Peter Steiner, Constanze Hochwartner: Binary Star (Berlin Classics, 2021)
- Peter Steiner, Constanze Hochwartner: The First Noël - Christmas, Vol. 1 (BH Music, 2021)